# Tweede wet van de thermodynamica

Schema voor een warmtemachine: warmte stroomt van reservoir 1 met temperatuur naar het koudere reservoir 2 met temperatuur, en een warmtemotor kan hiermee arbeid leveren.

De tweede wet van de thermodynamica, ook wel de tweede hoofdwet genoemd, is een fundamentele wetmatigheid gebaseerd op de volgende elementaire macroscopische waarnemingen:
- warmte stroomt van nature van warme naar koude gebieden en nooit spontaan van koud naar warm.
- arbeid kan wel volledig in warmte, maar omgekeerd kan warmte nooit volledig in arbeid worden omgezet (dit feit werd met name ontdekt bij de ontwikkeling van de stoommachine)

In de tweede helft van de 19e eeuw, toen het bestaan van atomen en moleculen steeds meer bevestigd werd, ontdekte men dat deze macroscopische eigenschappen in wezen zijn terug te voeren tot microscopische eigenschappen, namelijk de chaotische beweging van grote aantallen moleculen of atomen. Met behulp van de statistische mechanica, die vooral door Gibbs en Boltzmann werd ontwikkeld, kon deze hoofdwet worden geherformuleerd in termen van waarschijnlijkheid van de bewegingstoestand van grote aantallen moleculen. Temperatuurverschillen binnen één systeem worden van nature afgevlakt door dissipatie van kinetische energie door onderlinge botsingen van moleculen, die uiteindelijk leiden tot een evenwichtstoestand. Nauw hiermee verbonden is het begrip entropie als maat voor de waarschijnlijkheid van een verdeling van microtoestanden, waarbij de evenwichtstoestand de toestand met maximale entropie is.
Deze wet betekent ook dat zelforganisatie in een chaotisch systeem alleen mogelijk is als er energie van buiten het systeem wordt toegevoegd.

## Overzicht
In een algemene zin zegt de tweede wet dat de verschillen in toestandsvariabelen (die niet van de hoeveelheid materie afhangen) als temperatuur en druk tussen twee samen te voegen deelsystemen de neiging hebben uit te middelen naar rato van de hoeveelheden materie in die deelsystemen en dat er arbeid kan worden verkregen uit afwijkingen van de evenwichtstoestand. Als twee systemen alleen contact met elkaar hebben, vormen zij tezamen één geïsoleerd systeem, dat streeft naar gelijkmatige verdeling van de toestandsvariabelen. Een warmtemachine is een mechanisch apparaat dat gebruikmaakt van het verschil in temperatuur van twee systemen en dat omzet in nuttige, bruikbare arbeid.
De Franse ingenieur Sadi Carnot gaf in 1825 als eerste een formulering van deze wet, die in de loop van de 19e eeuw verder werd uitgewerkt. De naar Carnot genoemde carnotcyclus werd bestudeerd in samenhang met het mechanische warmte-equivalent van James Joule. Omdat de werking van elke warmtemotor berust op een temperatuurverschil volgt daar uit dat er geen nuttige arbeid gehaald kan worden uit een geïsoleerd systeem in evenwicht: er moet altijd minstens een warme externe energiebron en een koude warmte-afvoer zijn. De tweede wet is de reden dat het perpetuum mobile (eeuwigdurende beweging) van de 'tweede soort' niet kan bestaan, zoals de eerste wet dat is voor het perpetuum mobile van de 'eerste soort'.

## Andere formuleringen
De tweede wet kan op diverse beknopte manieren worden geformuleerd, zoals:
- Er is geen proces mogelijk dat als enige gevolg heeft dat warmte van een voorwerp met lage temperatuur naar een voorwerp met een hogere temperatuur stroomt.
- De entropie van een geïsoleerd systeem dat niet in evenwicht is, neemt in de loop van de tijd toe, tot het maximum voor dat geïsoleerde systeem is bereikt. Die toestand met de maximale entropie is de evenwichtstoestand.
- De formulering van Kelvin en Planck is "Het is onmogelijk een machine te construeren die cyclisch op warmte uit een enkel reservoir werkt en daaruit netto arbeid haalt"
- "Het is onmogelijk om met een motor, verbonden met twee warmtereservoirs, een cyclisch proces uit te laten voeren dat als enige resultaat heeft de overdracht van een hoeveelheid warmte van het reservoir met lage temperatuur naar het reservoir met hoge temperatuur" (Clausius, 1854).
- De ideale koelmachine bestaat niet. (Een “ideale” koelmachine “verbruikt” geen energie.)

## Wiskundige beschrijvingen
De Duitse fysicus Rudolf Clausius gaf in 1856 de volgende formulering aan wat hij de "tweede fundamentele stelling in de mechanische theorie van hitte" noemde:

{\displaystyle \int {\frac {\mathrm {d} Q}{T}}=-N}
waarin {\displaystyle Q} de toegevoerde warmte, {\displaystyle T} de absolute temperatuur en {\displaystyle N} de "gelijkwaardigheids-waarde" van alle niet-compenseerbare omzettingen betrokken bij het cyclisch proces voorstelt. Het quotiënt {\displaystyle Q/T} wordt wel de 'gereduceerde warmte' genoemd. Later, in 1865, zou Clausius er toe komen om die "gelijkwaardigheids-waarde" als entropie te definiëren. In datzelfde jaar werd op 24 april de meest geruchtmakende versie van de tweede wet geformuleerd in een presentatie voor de Filosofische Vereniging van Zürich, toen Clausius besloot met:
De entropie van het heelal neigt naar een maximum.
Vanwege de beknopte vorm en het ontbreken van specifieke voorwaarden, zoals "gesloten, of geïsoleerd systeem", denken veel mensen niet alleen dat de wanorde in het heelal altijd stijgt, maar ook dat dit op vrijwel elk denkbaar onderwerp van toepassing is; dat is niet waar; de formulering van Clausius is slechts een vereenvoudigde versie van een complexere beschrijving.
De bij een evenwichtstoestand behorende maximale waarde van de entropie {\displaystyle S} is echter wel een toestandsgrootheid, die evenals andere toestandsgrootheden als druk {\displaystyle P}, temperatuur {\displaystyle T}, volume {\displaystyle V} en inwendige energie {\displaystyle U} deel uitmaakt van een voor die evenwichtstoestand kenmerkende combinatie van waarden van die toestandsgrootheden. Het maakt voor die combinatie van waarden dus niet uit via welk proces, omkeerbaar of onomkeerbaar, die toestand bereikt wordt.' Daaruit volgt o.a. dat een kringintegraal van een toestandsgrootheid die een opeenvolging van omkeerbare toestandsovergangen beschrijft, gelijk is aan nul:
{\displaystyle \oint \mathrm {d} P=0}
{\displaystyle \oint \mathrm {d} V=0}
{\displaystyle \oint \mathrm {d} T=0}
en dus ook
{\displaystyle \oint \mathrm {d} S=\oint {\frac {\mathrm {d} Q}{T}}=0}
Voor omkeerbare processen is {\displaystyle \mathrm {d} Q/T} gelijk aan {\displaystyle \mathrm {d} S}, de toename van toestandsgrootheid entropie.
Voor omkeerbare infinitesimale toestandsveranderingen kan dus {\displaystyle \mathrm {d} Q=T\mathrm {d} S}  geschreven, waardoor de eerste (hoofd)wet herschreven kan worden als
{\displaystyle T\mathrm {d} S=\mathrm {d} U+\mathrm {d} W},
waarin {\displaystyle W} de verrichte uitwendige arbeid is.

 Onomkeerbare processen kunnen helemaal niet weergegeven worden als trajecten in een toestandsdiagram, omdat dat nu eenmaal betrekking heeft op evenwichtstoestanden. Een evenwichtstoestand als resultaat van een onomkeerbaar proces kan wel een plaats worden toegekend in een toestandsdiagram.
De kringintegraal
{\displaystyle \oint {\frac {\mathrm {d} Q_{\text{irreversibel}}}{T}}}
is wel gedefinieerd, maar die komt dus niet overeen met een gesloten pad in een toestandsdiagram. De waarde ervan is altijd negatief.
De statistische thermodynamica kwam op in de tweede helft van de 19e eeuw, toen het bestaan van moleculen steeds serieuzer onder ogen werd gezien. Deze houdt er rekening mee dat elk macroscopisch systeem bestaat uit een groot aantal bewegende deeltjes. De bewegingsvergelijkingen van de deterministische klassieke mechanica zijn voor meer dan 2 onafhankelijk bewegende lichamen meestal niet exact oplosbaar. Daarom wordt met behulp van een aantal postulaten een statistische benadering mogelijk gemaakt, die haar rechtvaardiging vindt in empirische bevestiging. Ten eerste wordt gepostuleerd dat een materiaal is samengesteld uit atomen en moleculen die in constante onderling onafhankelijke beweging zijn. De plaatsen, snelheden en aard van al die deeltjes in het systeem op een bepaald moment vormen tezamen een "micro-toestand"; de micro-toestand van een systeem verandert dus voortdurend. Het tweede postulaat luidt dat alle micro-toestanden die binnen de randvoorwaarden mogelijk zijn, even waarschijnlijk zijn. Dit leidt tot een statistische formulering van de tweede wet, waarin volgens de statistische 'wet van de grote getallen' macroscopische grootheden als temperatuur en druk statistische gemiddelden zijn waarvan de standaarddeviaties evenredig zijn met {\displaystyle 1/{\sqrt {N}}}, waarin {\displaystyle N} het aantal deeltjes in het systeem is. De combinatie van al deze gemiddelden is de macro-toestand, die overeenkomt met de toestand die in de klassieke thermodynamica beschreven wordt met een toestandsvergelijking.

Het verband tussen de statistische aanpak en de klassieke aanpak komt het kernachtigst tot uitdrukking in de door Ludwig Boltzmann afgeleide uitdrukking: {\displaystyle S=k\cdot \ln(w)}, waarin {\displaystyle S} de klassieke toestandsgrootheid entropie is, {\displaystyle k} de constante van Boltzmann en {\displaystyle w} het aantal mogelijke micro-toestanden.
In de statistische aanpak is een tijdafhankelijke wiskundige formulering mogelijk van de tweede hoofdwet voor een geïsoleerd systeem, dat dus geen arbeid of energie met de omgeving uitwisselt, en bovendien een onomkeerbaar proces doormaakt, is:
{\displaystyle {\frac {\mathrm {d} S}{\mathrm {d} t}}\geq 0}
De formulering van de tweede wet, die overeenkomt met de formulering van Clausius, zegt dus eigenlijk dat een geïsoleerd systeem zich spontaan ontwikkelt in de richting van de macrotoestand met het grootste aantal micro-toestanden.
Omdat macroscopische systemen enorme aantallen moleculen, resp. atomen bevatten (ter illustratie: het getal van Avogadro is ongeveer 6,0 × 1023) is de waarschijnlijkheid van meetbare afwijkingen van voorspellingen vanuit de klassieke thermodynamica praktisch nul. Nochtans: voor systemen met een klein aantal deeltjes kunnen de thermodynamische grootheden, de entropie inbegrepen, significante tijdafhankelijke statistische variaties vertonen. De klassieke 'fenomenologische' thermodynamische theorie behandelt deze variaties niet.

## Relatie met de informatietheorie

Maxwells demon (groen) kan de entropie niet verlagen door snelle moleculen (rood) wel van A naar B en niet van B naar A door te laten en trage moleculen (blauw) wel van B naar A en niet van A naar B door te laten.

Entropie in de thermodynamica is equivalent met de entropie zoals die in de informatietheorie wordt gebruikt, de zogenaamde shannon-entropie, wanneer je voor de kansen {\displaystyle p_{i}} de kansverdeling over alle mogelijke microtoestanden van het systeem neemt. Deze equivalentie is algemeen geldig en kan zelfs worden gebruikt voor systemen die niet in thermodynamisch evenwicht zijn. Wanneer de entropie wordt uitgedrukt in bits, dan komt dit overeen met de hoeveelheid informatie die nodig is om de precieze microtoestand van het systeem te specificeren.
Deze equivalentie maakt het inzichtelijk waarom zelfs Maxwells demon de tweede hoofdwet niet kan overtreden. Om bijvoorbeeld een temperatuurverschil te creëren in een gas door iedere keer een luikje open te doen wanneer er een snelle molecule aankomt, lijkt het alsof je de entropie van een gas kunt verlagen. Nu is het inderdaad zo dat de entropie van het gas verlaagd kan worden, maar de demon moet wel iedere keer een beslissing nemen op grond van de snelheid van de molecule die langs komt. De informatie over de vorige molecule zit dan nog in zijn geheugen, dus op een gegeven moment raakt zijn geheugen vol. Bovendien zou de demon zelf snel in temperatuur oplopen.
De daling van de entropie van het gas uitgedrukt in bits die een ideale demon kan bereiken is precies gelijk aan de geheugencapaciteit van de demon. Er is dan dus minder informatie nodig om de microtoestand van het gas te specificeren maar precies zoveel meer informatie is er nodig om de toestand van het geheugen van de demon te specificeren. Wissen van het geheugen is geen optie, want daardoor neemt de entropie van de omgeving toe met ten minste hetzelfde getal.